# عصب‌روان‌شناسی شناختی

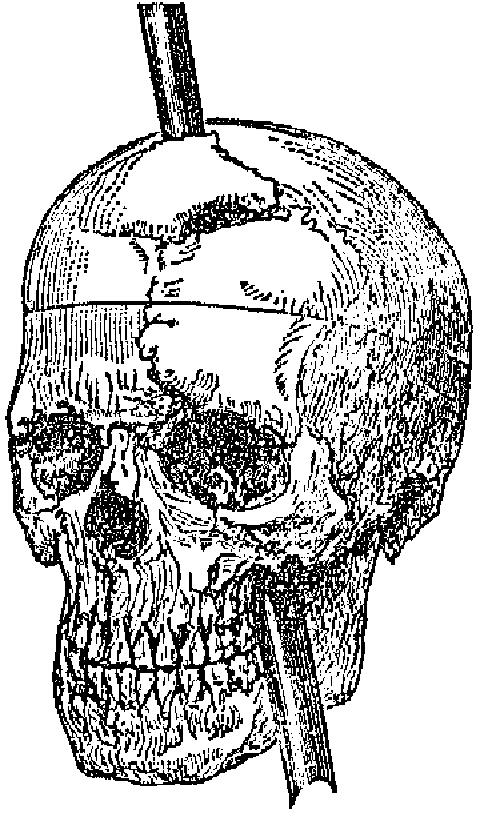
تصویر جمجمه فینیاس گِیج (به انگلیسی: Phineas Gage). وی سرکارگر راه‌آهن بود که شهرتش به خاطر جان به در بردن از حادثه‌ای است که در آن یک میله بزرگ آهنی در سرش فرومی‌رود و یک یا هر دو لوب پیشانی مغزش را نابود می‌کند. هرچند که زنده می‌ماند و به زندگی خود ادامه می‌دهد، اما این آسیب دیدگی روی شخصیت او تأثیر می‌گذارد به طوری که دوستانش می‌گفتند که او دیگر گِیج نیست. این حادثه را یکی از نقاط عطف در مطالعه آسیب‌های مغزی و تأثیر آن بر فرایندهای شناختی می‌دانند.

عصب روانشناسی شناختی (به انگلیسی: Cognitive Neuropsychology) شاخه‌ای از روان‌شناسی شناختی است که هدف آن درک چگونگی ارتباط ساختار و عملکرد مغز با فرایندهای روان‌شناختی خاص است. روانشناسی شناختی علمی است که به بررسی این موضوع می‌پردازد که چگونه فرایندهای ذهنی، مسئولِ توانایی‌های شناختی ما برای ذخیره و تولید خاطرات جدید، تولید زبان، شناخت افراد و اشیاء، و همچنین توانایی ما در استدلال و حل مسئله هستند. عصب‌روان‌شناسی شناختی تأکید ویژه‌ای بر مطالعهٔ اثراتِ شناختی آسیب مغزی یا بیماری عصبی، به منظور استنباط مدل‌های عملکردِ شناختیِ نرمال دارد.
شواهد، مبتنی بر مطالعاتِ موردیِ بیماران آسیب دیده مغزی که نواقصی در نواحی مغزی نشان می‌دهند و بیمارانی که دارای گسستگی دوگانه هستند، می‌باشد. گسستگی دوگانه، شامل دو بیمار و دو تکلیف است. یک بیمار در یک تکلیف دچار نقص است اما در تکلیف دیگر نرمال است، در حالی که بیمارِ دیگر در تکلیفِ اول نرمال است و در تکلیفِ دیگر دچار نقص است. به عنوان مثال، بیمار A هنگام خواندن کلماتِ چاپ‌شده ضعیف عمل می‌کند، در حالی که همچنان در درکِ کلماتِ گفتاری نرمال است؛ حال آنکه بیمار B در درکِ کلماتِ نوشتاری نرمال است و در درکِ کلماتِ گفتاری ضعیف است. دانشمندان می‌توانند این اطلاعات را تفسیر کنند تا توضیح دهند که چگونه یک ماژولِ شناختیِ واحد برای درکِ کلمات وجود دارد. پژوهشگران از مطالعات مشابه استنباط می‌کنند که نواحی مختلفِ مغز بسیار تخصصی هستند. عصب‌روان‌شناسی شناختی را می‌توان از علوم اعصاب شناختی، که این حوزه نیز به بررسی بیماران آسیب‌دیده مغزی علاقه‌مند است، اما به‌طور ویژه متمرکز بر کشفِ مکانیسم‌های عصبی زیربنایی فرایندهای شناختی است، متمایز دانست.